# Álgebra de Lie ortogonal generalizada
Un álgebra de Lie ortogonal generalizada es un álgebra de Lie asociada a un grupo ortogonal generalizado. Este tipo de álgebras se caracterizan por dos números enteros n y m de tal manera que para cada par de enteros positivos con m < n se tiene un tipo de álgebra ortogonal generalizada, el álgebra: {\displaystyle {\mathfrak {so}}(n,m)}. La dimensión vectorial de estas álgebras de Lie viene dada por:

{\displaystyle \dim({\mathfrak {so}}(n,m))={\begin{pmatrix}n\\2\end{pmatrix}}}

Una segunda generalización discutida en este artículo explica como construir las álgebras denominadas {\displaystyle {\mathfrak {so}}(n,m)} a partir de las anteriores.

## Representación y ejemplos

### Álgebrasso(n,m)
Existe una manera obvia de representar álgebras de Lie para valores de n y m en términos de álgebras de dimensionalidad inferior. Por ejemplo:
- {\displaystyle {\begin{pmatrix}\mathbf {A} &V\\-V^{t}&0\end{pmatrix}}} pertenece a {\displaystyle {\mathfrak {so}}}(n+1) si A pertenece a {\displaystyle {\mathfrak {so}}}(n) y V es un n-vector (columna).
- {\displaystyle {\begin{pmatrix}\mathbf {A} &V\\V^{t}&0\end{pmatrix}}} pertenece a {\displaystyle {\mathfrak {so}}}(n, m+1) si A pertenece a {\displaystyle {\mathfrak {so}}}(n, m) y V es un (n+m)-vector.(incluyendo m = 0, por supuesto). El álgebra de Lobachevski es {\displaystyle {\mathfrak {so}}}(n,1) (no álgebra de Lorentz como es usual en la literatura, una confusión con su papel en el álgebra de Poincaré, aunque la expresión común es álgebra hiperbólica).

### Álgebrasso(n,m,l)
La construcción anterior puede generalizarse un poco más mediante la siguiente notación:
{\displaystyle {\begin{pmatrix}A&V\\0&0\end{pmatrix}}} pertenece a {\displaystyle {\mathfrak {so}}}(n, m, 1) si A pertenece a {\displaystyle {\mathfrak {so}}}(n, m) y V es un (n+m)-vector. El álgebra euclidiana es {\displaystyle {\mathfrak {so}}}(n, 0, 1)!. El álgebra de Poincaré es {\displaystyle {\mathfrak {so}}}(n, 1, 1). En general, representa el álgebra de Lie del producto semidirecto de las traslaciones en el espacio Rn+m con SO(n, m) que tiene a {\displaystyle {\mathfrak {so}}}(n, m) como su álgebra de Lie.
Notación Nueva: {\displaystyle {\begin{pmatrix}A&V\\0&0\end{pmatrix}}} pertenece a {\displaystyle {\mathfrak {so}}}(n, m, l+1) si A pertenece a {\displaystyle {\mathfrak {so}}}(n, m, l) y V es un (n+m+l)-vector. 
En particular: {\displaystyle {\begin{pmatrix}A&V&X\\0&0&t\\0&0&0\end{pmatrix}}} pertenece a {\displaystyle {\mathfrak {so}}}(n, m,2) si A pertenece a {\displaystyle {\mathfrak {so}}}(n, m) y V y X son (n+m)-vectores. El álgebra de Galileo es {\displaystyle {\mathfrak {so}}}(n,0,2), asociado a un producto semidirecto iterado. (t es un "número", pero importante {\displaystyle {\mathfrak {g}}/[{\mathfrak {g}},{\mathfrak {g}}]} da t si n>2. así que el tiempo es la parte conmutativa del grupo de Galileo). 
Para completar, damos aquí las ecuaciones de estructura. El álgebra de Galileo {\displaystyle {\mathfrak {g}}} es expandida por T, Xi, Vi y Aij (tensor antisimétrico) conforme a:
- [Xi, T] = 0
- [Xi, Xj] = 0
- [Aij, T] = 0
- [Vi, Vj] = 0
- [Aij, Akl] = δik Ajl - δil Ajk - δjk Ail + δjl Aik
- [Aij, Xk] = δik Xj - δjk Xi
- [Aij, Vk] = δik Vj - δjk Vi
- [Vi, Xj] = 0
- [Vi,T]=Xi